# Giorgio Garbarini
Giorgio Garbarini (Genova, 18 novembre 1944) è un ex calciatore italiano, di ruolo difensore.
Era soprannominato Custer per il suo trovarsi a proprio agio nelle battaglie in area di rigore.

## Carriera
Cresce nelle giovanili della Sampdoria ed esordisce in prima squadra il 27 marzo 1966 nella vittoria interna contro il Catania, collezionando 2 presenze nella stagione 1965-1966 che vede la prima retrocessione in Serie B dei blucerchiati.

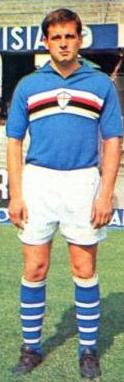
Garbarini alla Sampdoria nel 1966

Dopo un'altra stagione da rincalzo (annata 1966-1967, che vede l'immediato ritorno della Samp in A), le presenze di Garbarini in prima squadra crescono fino a 19 nella stagione 1967-1968, dov'è la prima alternativa in tutti i ruoli della difesa dei titolari Vincenzi, Morini, Dordoni e Delfino, e a 24 annata successiva dove viene schierato prevalentemente come mediano in alternativa a Pietro Sabatini. Schierato come libero a partire dalla stagione 1969-1970, viene gradualmente soppiantato dal più giovane Marcello Lippi, scendendo in campo nella stagione 1970-1971 in 2 sole occasioni.
Nella sessione autunnale del calciomercato 1971 viene ceduto ai concittadini e rivali del Genoa di Arturo "Sandokan" Silvestri, con cui nella stagione 1972-1973 conquista la promozione in Serie A, seguita da un'immediata retrocessione la stagione successiva; in rossoblù diventa un bastione fondamentale della difesa e una sicurezza assoluta, conquistando il cuore dei tifosi (impresa ardua per un ex doriano) per lo spirito indomabile dimostrato in ogni partita, e uno dei pochi che, anche nei momenti peggiori, possano interloquire, accolti con rispetto e affetto, con le frange più esacerbate della tifoseria; difensore abituato a un gioco maschio ma corretto, non sfigura, nell'anno 1973-1974, in coppia e a confronto con Roberto Rosato.
Forse per una malintesa operazione di ringiovanimento dei ranghi o forse per l'ancor più malintesa presunzione circa la necessità di modificare l'impostazione della difesa con l'inserimento di un libero coi "piedi buoni", abile non soltanto nell'interdizione (specialità assoluta di "Custer") ma anche nell'impostazione del gioco (nello stesso periodo Giacinto Facchetti sta trasformando il proprio ruolo da terzino a libero, sostituendo nel ruolo il roccioso Tarcisio Burgnich, e Gaetano Scirea sta emergendo a livello nazionale), l'allora Presidente Renzo Fossati opta per l'acquisto di un nuovo titolare, Franco Campidonico, causando, insieme al malumore di buona parte della tifoseria, la partenza dell'ormai mitico "Custer", il "Burgnich" rossoblù. I risultati non esaltanti, anche per l'incidente di gioco che causerà la fine della carriera del supercampione Mario Corso, non a caso detto "il piede sinistro di Dio" e giocatore simbolo della "Grande Inter" prima di una contestatissima cessione, non daranno ragione al Presidente.
Nell'estate 1974 si trasferisce al Como, con il quale centra immediatamente la promozione (terza personale) in A: anche in questo caso tuttavia l'annata seguente si conclude con l'immediato ritorno fra i cadetti. Garbarini resta in riva al Lario fino al 1978 come libero titolare, retrocedendo coi lombardi, nell'ultima stagione (1977-1978), nella neonata Serie C1.
In carriera ha collezionato complessivamente 130 presenze in Serie A e 153 presenze ed una rete in Serie B.

## Dopo il ritiro
È opinionista calcistico presso l'emittente ligure Telenord.

## Palmarès

### Club

#### Competizioni nazionali
- Serie B: 2

Sampdoria: 1966-1967
Genoa: 1972-1973